# Бабенко Руслан Олександрович
Русла́н Олекса́ндрович Бабе́нко (нар. 8 липня 1992, Дніпропетровськ) — український футболіст, центральний півзахисник «Полісся». Грав за молодіжну збірну України.

## Біографія
Вихованець ДЮСШ ФК «Дніпро» (тренери — Гревцов Ю. Н. і Геращенко В. В.). У сезонах 2008/09, 2009/10 та 2010/11 грав за «Дніпро» у молодіжній першості України, в якій дебютував 15 травня 2008 року в грі проти «Кривбасу».
23 квітня 2011 року дебютував у Прем'єр-лізі також у матчі проти «Кривбасу», вийшовши на 56 хвилині матчу замість Сергія Назаренка. Надалі інколи виступав за основну команду, проте здебільшого продовжував грати в молодіжній першості. Всього у складі «Дніпра» провів 103 матчі в чемпіонатах України U-21, забивши в них 17 м'ячів.
У липні 2014 року разом з одноклубниками Євгеном Бохашвілі та Олександром Кобахідзе перейшов на правах оренди в луцьку «Волинь». Дебютував за лучан 26 липня в матчі проти «Іллічівця», в якому відіграв усі 90 хвилин і у компенсований час забив переможний гол зі штрафного. Загалом за сезон Руслан зіграв у 17 матчах чемпіонату й у двох іграх національного кубка.
Улітку 2015 року на правах вільного агента став гравцем дніпродзержинської «Сталі», яку покинув наприкінці січня 2016 року. У лютому того ж року став гравцем норвезького клубу «Буде-Глімт», який за обопільною згодою залишив після завершення сезону 2016 року, отримавши статус вільного агента.
У грудні 2016 року приєднався до лав луганської «Зорі», підписавши контракт за схемою «2+1».
25 липня 2018 року став гравцем одеського «Чорноморця», де зіграв 28 матчів у чемпіонаті.
У червні 2019 року він підписав річний контракт з «Ракувом» (Ченстохова), де за сезон провів 22 поєдинки в Екстракласи, зумівши записати на свій рахунок 2 результативні передачі.
На початку вересня 2020 року перейшов на правах вільного агента у «Олімпік» (Донецьк).
8 липня 2022 року «Металіст» офіційно повідомив про підписання контракту з Бабенком. Але наприкінці того ж місяця Руслан став гравцем іншого клубу, «Дніпра-1», куди він перейшов з «Металіста» разом з тренерами Олександром Кучером та Юрієм Ушмаєвим, віцепрезидентом харківського клубу Євгеном Красніковим і ще чотирма футболістами — Владиславом Рибаком, Володимиром Танчиком, Сергієм Горбуновим та Едуардом Сарапієм.

### Збірна
З 2008 по 2013 роки провів понад 60 матчів за збірні України від U-16 до U-21.

## Досягнення
«Дніпро-1»:
 Срібний призер чемпіонату України: 2022/23